# Antonio Díaz-Miguel
Pour les articles homonymes, voir Antonio Díaz et Diaz.
Antonio Díaz-Miguel, né le 6 juillet 1933 à Alcázar de San Juan, mort le 21 février 2000, est un entraîneur espagnol de basket-ball.

## Carrière

### Joueur
- 1950-1952 : Estudiantes Madrid
- 1953-1958 : Estudiantes Madrid
- 1958-1961 : Real Madrid
- 1961-1963 : Club Águilas Bilbao

### Entraîneur
- 1963-1966 : Club Águilas Bilbao
- 1965-1992 : Équipe d'Espagne
- 1993 : Pallacanestro Cantù
- 1996-1997 : Pool Getafe

## Palmarès

### Joueur

#### Club
- Champion d'Espagne 1960, 1961

#### Sélection nationale
- International espagnol à 26 reprises

### Entraîneur

#### Sélection nationale
- Jeux olympiques d'été
  -  Médaille d'argent aux Jeux olympiques d'été de 1984 à Los Angeles
- Championnat du monde masculin de basket-ball
- Championnat d'Europe de basket-ball
  -  Médaille d'argent aux 1973
  -  Médaille d'argent aux 1983
  -  Médaille de bronze aux 1991
  - 13 participations au Championnat d’Europe

### Distinctions personnelles
- Introduit au Basketball Hall of Fame le 29 septembre 1997
- Membre du FIBA Hall of Fame
- Sélectionné à 6 reprises comme entraîneur lors du All-Star européen